# Kunibertkirche
Eine Kunibertkirche ist eine nach dem Heiligen Kunibert von Köln benannte Kirche. Folgende Kirchen sind Kunibertkirchen:
- St. Gumpert und St. Kunibert (Apfelbach) in Apfelbach, einem Stadtteil von Bad Mergentheim im Main-Tauber-Kreis, Baden-Württemberg
- St. Kunibert (Blatzheim) in Blatzheim, einem Stadtteil von Stadt Kerpen im Rhein-Erft-Kreis, Nordrhein-Westfalen
- St. Kunibert (Büderich) in Büderich, einem Ortsteil von Werl im Kreis Soest, Nordrhein-Westfalen
- St. Kunibert (Gymnich) in Gymnich, einem Stadtteil von Erftstadt im Rhein-Erft-Kreis, Nordrhein-Westfalen
- St. Kunibert (Heimerzheim) in Heimerzheim, einem Ortsteil von Swisttal im Rhein-Sieg-Kreis, Nordrhein-Westfalen
- St. Kunibert (Hünsborn) in Hünsborn, einem Ortsteil der Gemeinde Wenden im Kreis Olpe, Nordrhein-Westfalen
- St. Kunibert (Köln) in Köln, Nordrhein-Westfalen
- St. Kunibert (Köwerich) in Köwerich, eine Ortsgemeinde im Landkreis Trier-Saarburg, Rheinland-Pfalz
- St. Kunibert (Rengen) in Rengen, einem Ortsteil von Daun im Landkreis Vulkaneifel, Rheinland-Pfalz
- St. Kunibert (Sinzenich) in Sinzenich, einem Stadtteil von Zülpich im Kreis Euskirchen, Nordrhein-Westfalen
- St. Kunibert (Sorsum) in Sorsum, einem Stadtteil der Kreisstadt Hildesheim, Niedersachsen
- Kunibert-Kirche (Untereisesheim) in Untereisesheim, einer Gemeinde im Landkreis Heilbronn, Baden-Württemberg